# Dichter und Bauer
Dichter und Bauer ist eine Bühnenmusik von Franz von Suppè zu einem Lustspiel von Karl Elmar. Sie besteht aus der Ouvertüre sowie einigen musikalischen Einlagen und wurde am 24. August 1846 in Wien am Theater an der Wien uraufgeführt. 

## Entstehungsgeschichte
Da Suppè 1846 als Dirigent bei Opernproben stark in Anspruch genommen war, blieb ihm wenig Zeit für die Komposition der Musik zu Dichter und Bauer. Deshalb stellte er dem Werk eine Ouvertüre, die er schon bei zwei früheren Possen ohne Publikumserfolg verwendet hatte, in einer etwas überarbeiteten Version voran – und diesmal gefiel die Ouvertüre und musste sofort wiederholt werden. Er verkaufte sämtliche Rechte an der Ouvertüre für einen geringen Betrag  an den Musikverlag Josef Aibl, der über 50 verschiedene Arrangements des Erfolgsstücks veröffentlichte.

## Rezeption
Die Ouvertüre war bis in die Mitte des 20. Jahrhunderts überaus populär. Daher war der Wiedererkennungseffekt garantiert, als Paul Hindemith 1923 im 2. Satz seines Werks Minimax. Repertorium für Militärmusik (für Streichquartett) eine Persiflage unter dem Titel Ouvertüre zu „Wasserdichter und Vogelbauer“ schrieb. Diese Popularität machte sich Hindemith 1938 nochmals bei einem Aprilscherz für einen befreundeten Mitarbeiter eines New Yorker Musikverlags zunutze.
1933 bildete die Ouvertüre den Höhepunkt des Kurzfilms Orchesterprobe von Karl Valentin.
1973 brachte Freddy Breck den Schlager Rote Rosen heraus, der auf der Ouvertüre zu Dichter und Bauer basiert. Breck erreichte damit Platz 2 der deutschen Single-Charts und erhielt eine Goldene Schallplatte für die Plattenverkäufe.

## Neubearbeitungen zu Operetten
Es gab insgesamt vier Versuche, aus Elmar‘s Lustspiel eine Operette zu machen unter Einbeziehung der Musik aus der Ouvertüre. Man erhoffte sich allein aus dem Bekanntheitsgrad der Ouvertüre einen Erfolg.
1. 1901 Bearbeitung durch F. Sibelius (Pseudonym für Georg Kruse). Diese Version benutzte auch die Lieder aus dem Original.
2. 1936 Bearbeitung durch Gustav Quedenfeldt und Eugen Rex (Text) und Franz Werther Musik.
3. In den 1950er Jahren Bearbeitung durch Ludwig Bender (Text) und August Peter Waldenmaier (Musik). Diese beiden machten auch aus den einaktigen Banditenstreichen eine 3-aktige Neufassung.
4. 1986 Bearbeitung durch Kurt Huemer (Text) und Edgar Bredow (Musik).

Keine der Bearbeitung benutzte Elmar‘s Originalgeschichte, dafür hat jede der Bearbeitungen eine andere Handlung. Alle Bearbeitungen verwendeten auch Musiktitel aus anderen Werken Suppès.